# Corona Kiani di Persia
La corona Kiani di Persia è stata la corona degli scià della dinastia Qajar (1796–1925).

## Descrizione
La corona è di velluto rosso sul quale sono applicate migliaia di gemme. Ha 1.800 piccole perle, molte delle quali di soli 7 millimetri di diametro, circa 300 smeraldi e 1.800 rubini. La corona è alta 32 centimetri e larga 19,5.
Reza Shah Pahlavi, fondatore della nuova dinastia Pahlavi, aveva disegnato una nuova corona. Tuttavia la corona Kiani fu presente alla sua incoronazione nel 1926.